# بندر ناصر
بندر ناصر المطيري لاعب كرة قدم سعودي ، يلعب في نادي الفيحاء .
لعب سابقاً في نادي الباطن .

## روابط خارجية
- بندر ناصر على موقع Soccerway.com (الإنجليزية)